# Elina Danielian
Elina Danielian, orm. Էլինա Դանիելյան (ur. 16 sierpnia 1978 w Baku) – ormiańska szachistka, arcymistrzyni od 1994, posiadaczka męskiego tytułu arcymistrza od 2010 roku.

## Kariera szachowa
Jest dwukrotną mistrzynią świata juniorek: w 1992 r. zwyciężyła w Duisburgu w kategorii do 14 lat, natomiast w 1993 r. w Bratysławie – w kategorii do 16 lat. Była również wicemistrzynią Europy do 18 lat (Chania 1994) oraz dwukrotną brązową medalistką mistrzostw Europy do 20 lat (Svitavy 1993, Litomyśl 1994).
W latach 2001, 2004 i 2006 trzykrotnie startowała w pucharowych turniejach o mistrzostwo świata, w każdym z nich odpadając w II rundzie (po porażkach – w dwóch pierwszych startach – z Xu Yuhua oraz Aleksandrą Kosteniuk). W 2003 i 2004 r. zdobyła złote medale, a w 2005 – medal srebrny (za Lilit Mkrtczian) w indywidualnych mistrzostwach Armenii. Również w 2005 r. zajęła VI m. w mistrzostwach Europy, w 2006 zajęła II m. (za Salome Melią) w kobiecym turnieju Acropolis w Atenach, w 2007 r. podzieliła III m. (za Ivanem Ivaniseviciem i Vasiliosem Kotroniasem, wspólnie m.in. ze Steliosem Halkiasem, Christosem Banikasem i Tamazem Gelaszwilim) w otwartym turnieju w Kavali, natomiast w 2008 r. zwyciężyła (razem z Sopiko Chuchaszwili i Anną Muzyczuk) w Sztokholmie oraz podzieliła III m. (za Ilią Smirinem i Mircea Parligrasem, wspólnie z Aleksandrem Grafem, Atanasem Kolewem i Naną Dzagnidze) w turnieju Acropolis w Atenach. W 2009 r. odniosła duży sukces, dzieląc II m. (za Humpy Koneru, wspólnie z Hou Yifan) w pierwszym turnieju cyklu FIDE 2009/2010 Grand Prix, rozegranym w Stambule (w turnieju tym wypełniła jednocześnie drugą normę na męski tytuł arcymistrza). W 2011 r. zdobyła w Tbilisi brązowy medal mistrzostw Europy.
Wielokrotnie reprezentowała Armenię w turniejach drużynowych, m.in.:
- dwunastokrotnie na olimpiadach szachowych (w latach 1992, 1994, 1996, 1998, 2000, 2002, 2004, 2006, 2008, 2010, 2012, 2014)[3],
- czterokrotnie na drużynowych mistrzostwach świata (w latach 2007, 2009, 2011, 2015)[4],
- ośmiokrotnie na drużynowych mistrzostwach Europy (w latach 1997, 1999, 2003, 2005, 2007, 2009, 2011, 2013); sześciokrotna medalistka: wspólnie z drużyną – złota (2003) i srebrna (2007) oraz indywidualnie – złota (2003 – na I szachownicy), dwukrotnie srebrna (2003 – za wynik rankingowy, 2007 – na I szachownicy) i brązowa (2007 – za wynik rankingowy)[5].

Najwyższy ranking w dotychczasowej karierze osiągnęła 1 lipca 2011 r., z wynikiem 2521 punktów zajmowała wówczas 12. miejsce na światowej liście FIDE, jednocześnie zajmując 1. miejsce wśród ormiańskich szachistek.